# Aïn Yagout
Aïn Yagout è un comune dell'Algeria, situato nella provincia di Batna.

## Storia
La città di Aïn Yagout era un villaggio situato attorno ad una fontana. In precedenza era chiamata Douar Sidi Ali.
Nel 1873, l'esercito francese decise di farne un luogo di accampamento. Dopo un massiccio esodo dei residenti dei villaggi vicini in questi luoghi, i francesi eressero una caserma di gendarmeria vicino alla fontana.
Aïn Yagout ottenne lo status di comune il 12 gennaio 1957.

## Città del comune
Le comunità di Aïn Yagout sono composte da 10 località:
- Thagout
- Dahr
- Azem
- El Malha
- Tehawit
- Ayath
- Mloule
- Bir Ammar
- Draa Boultif
- Gabel
- Mechta Chorfa
- Theniet Saïda